# Абідоські човни
Абідоські човни (араб. قوارب أبيدوس) — єгипетські дерев'яні «зшиті» церемоніальні човни часів Першої династії (~2900 рік до н. е.), що були виявлені в 1991 році в Абідосі в 2 км. від раннього царського некрополя Умм Ель-Кааб з гробницями додинастичних правителів і фараонів I—II династій. Під час розкопок, що були проведені в 2000 році, було виявлено залишки чотирнадцяти човнів довжиною від 18 до 25 метрів, які були поховані в ряд поруч зі зведеною пізніше масивною поховальною структурою з саманної цегли Шунет Ель-Зебіб, будівництво якої приписують фараону 2-ї династії Хасехемуї. Абідоські човни вважаються найстарішими відомими кораблями в світі, побудованими з дерев'яних дошок

## Відкриття
Залишки стін з саманної цегли, що відкрились під піском під час піскоструйних робіт поруч з масивною поховальною структурою Шунет Ель-Зебіб, були вперше помічені ще в 1988 році. Шунет Ель-Зебіб знаходиться на відстані біля двох кілометрів від царських гробниць додинастичних правителів і фараонів I—II династій в Абідосі. Напочатку ці залишки з саманної цегли вважалися звичайними підпорними стінами. У 1991 році дослідники прийшли до висновку, що стіни мали не побутове призначення, а були стінами понад дюжини корабельних поховань часів Першої династії. Кожне корабельне поховання було оточено власними відштукатуреними та побіленими цегляними стінами, контур яких повторював форму човна. Через крихкість залишків човнів, до 2000 року їх розкопки і дослідження майже не проводилися, оскільки необхідно було ретельно підготуватись для майбутньої консервації та збереження археологічних знахідок. Розкопки абідоських човнів були проведені в травні-червні 2000 року фахівцями Музея археології Пенсільванського університету та Єльського університету. Після проведення археологічних досліджень. човни були знову засипані піском на місці їх оригінального поховання.

## Опис

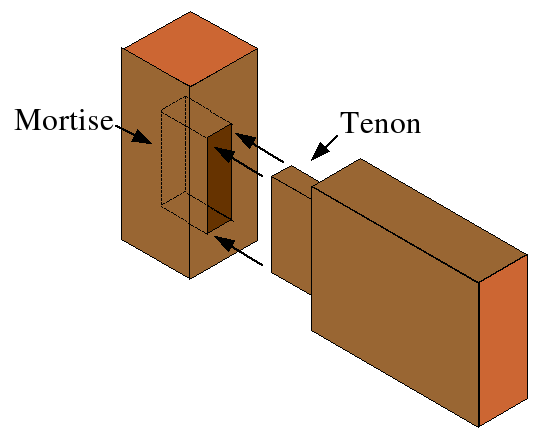
Конструкція шипового з'єднання, що використовувалась при будівництві Абідоських човнів

Човен № 10, який повільно з'являвся на поверхні через природну ерозію ґрунту, став єдиним човном, який дослідники вирішили повністю розкопати для проведення детальних досліджень. Протягом п'яти днів археологи ретельно досліджували середню частину корабля. Вони виявили залишки дерев'яних дошок, з яких був збудований човен, мотузки, якими «зшивались» дошки обшивки човна та пучки трави та очерету, якими конопатились шви. Мурахи-деревоїди перетворили більшу частину корпусу судна на фрас (мурашині екскременти), але фрас зберіг форму оригінального корпусу. Аналіз середньої частини цього човна дозволив виявити використані методи будівництва та підтвердила відкриття найстарішого «дощатого» човна в світі.
Конструкція човна показала, що він не мав внутрішнього каркасу і був побудований за технологією «ззовні всередину», яка дотепер використовується на Близькому Сході для будівництва традиційних місцевих човнів типу дау. Човни були від 18 до 25 метрів завдовжки та 2–3 метри завширшки в міделі, з низькими бортами близько 0,5 метра заввишки та вузькими носом та кормою.

Одним з націкавіших відкриттів, зроблених при дослідженні човна №10 виявилась техніка, використана для з'єднання дошок обшивки корабля. Абідоські човни відносяться до типу «зшитих суден», оскільки дошки обшивки були припасовані одна до ішої за допомогою нефіксованого (без використання шкантів) шипового з'єднання і скріплені, або «зшиті» мотузками з органічних матеріалів. Варіація цього з'єднання з використанням вставних шипів, зафіксованих шкантами з часом стала однією з найхарактерніших ознак середземноморського та єгипетського суднобудування.

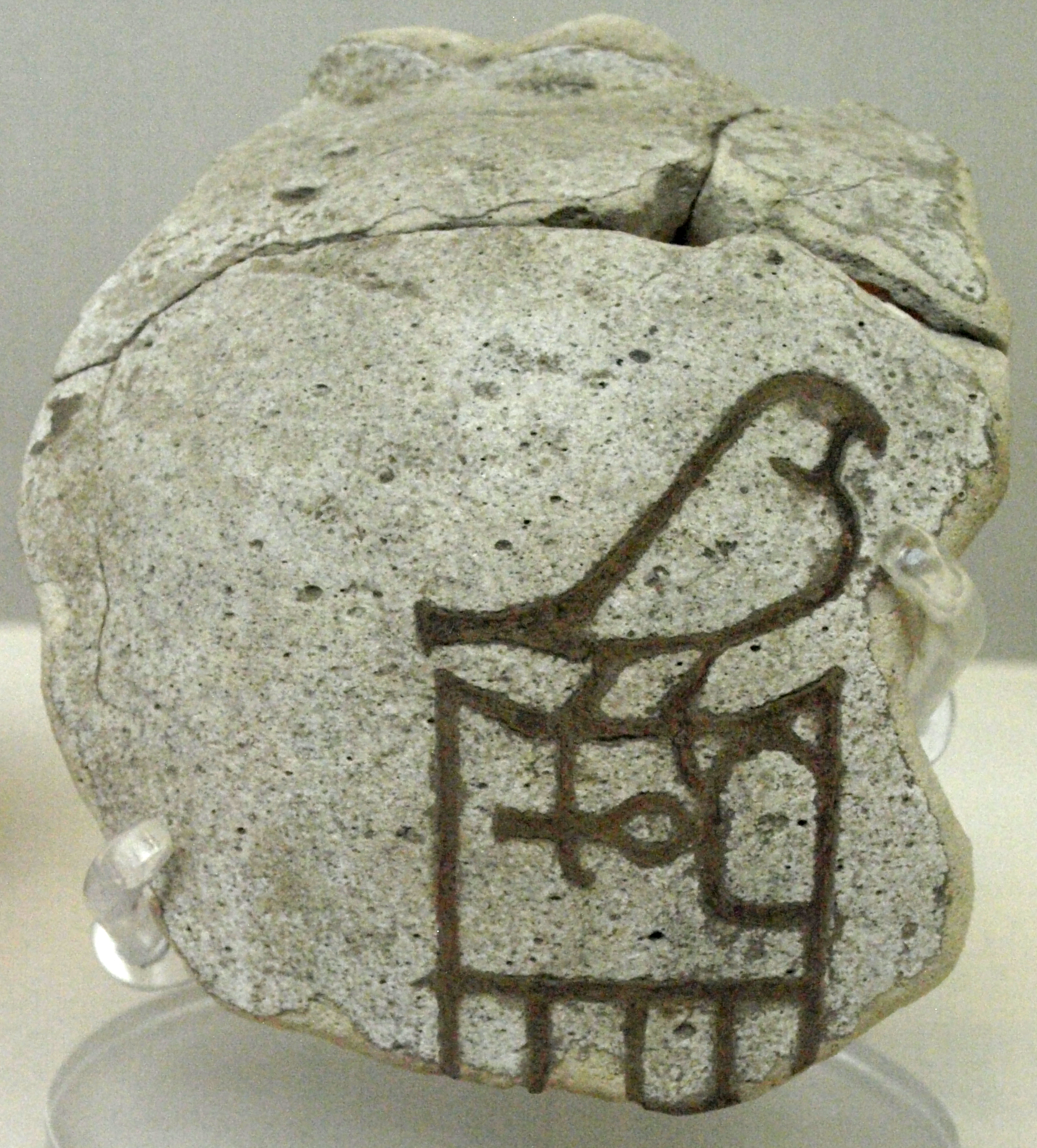
Фрагмент виробу з фаянсу з іменем фараона 1-ї династії Хор-Аха, якому, можливо, належали поховальні Абідоські човни. (~3000 рік до н. е.)

Використання в Абідоських човнах шипових з'єднань без використання фіксуючих шкантів здається дивним і не зустрічається в усталених стародавніх середземноморських традиціях суднобудування. Проте цей підхід дозволив легко розібрати єгипетські човни, які використовувалися в торгівлі, транспортувати їх в розібраному стані на великі відстані через пустелю, а потім знову швидко збирати для використання на важливих водних торгових шляхах, наприклад, у Червоному морі. Вздовж першої половини маршруту в пустелі, який, як відомо, використовувався, щоб дістатися до Червоного моря з Верхнього Єгипту є піктограми човнів часів додинастичного Єгипту та Першої династії. На одному зі знайдених барелєфів зображено жерців, які несуть сонячний човен Амона через пустелю. Цей наскельний малюнок є не лише доказом розбирання портативних човнів, але також має магічне значення.
Дошки абідоських човнів були виготовлені з місцевого тамариксу, а не з ліванського кедру, який використовувався для сонячного човна Хеопса та був улюбленим для кораблебудування в Єгипті під час пізніших династій, хоча ліванський кедр вже імпортувався на той час до Єгипту і, наприклад, використовувався для виготовлення стовпів і балок в сусідніх гробницях фараонів Умм ель-Кааб. Кілька човнів були оштукатурені білою штукатуркою, як і абідоські гробниці, а човен № 10, схоже, був пофарбований з використанням жовтого пігменту.
Шви між дошками були законопачені пучками трави та очерету, очеретом також було встелено днище кожного абідоського човна. З часом деякі з Абідоських човнів стали скручуватися, що відбулось через відсутність внутрішнього каркасу, який би підтримував форму човна на суші.
Деякі фрагменти поховань з саманної цегли свідчить про те, що на човнах могли бути встановлені опори для повздовжних жердин, як у човнах, зображених на єгипетських барельєфах, кераміці або на верхівках архаїчних храмів». Ця технологія будівництва кораблів зберігалася в Єгипті більше тисячі років, і стандартизація цієї технології на такій ранній фазі будівництва дощатих човнів у Єгипті вражає.
Маленькі валуни, розміщені поруч з деякими човнами інтерпретуються дослідниками як якорі, або їх символічне позначення.

## Ритуальне значення

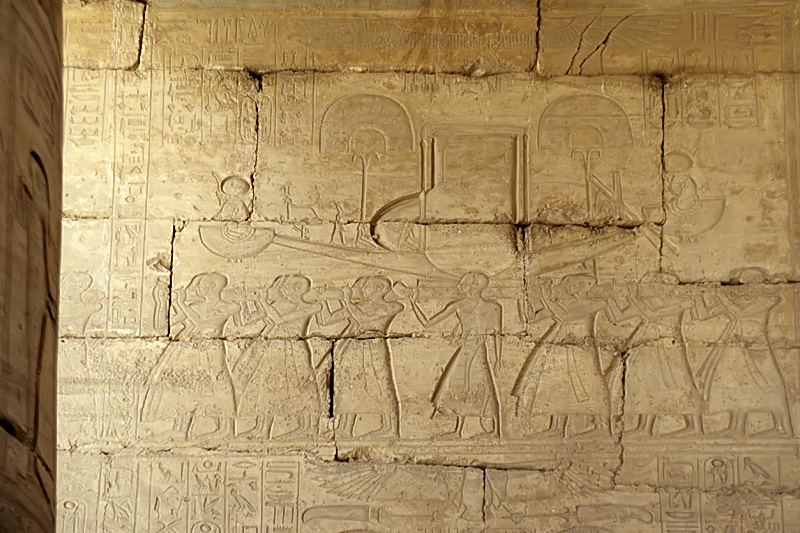
Священики несуть святковий човен на рельєфі з Рамессеума, храма, побудованого Рамсесом II у Західних Фівах.

Абідоські човни були знайдені в корабельних похованнях, спрямованими носами в бік Нілу. Експерти вважають, що це були царські човни, призначені для фараона в загробному світі. Умм-ель-Кааб — царський некрополь, розташований приблизно в одній милі від гробниць човнів у Абідосі, де були поховані ранні фараони.

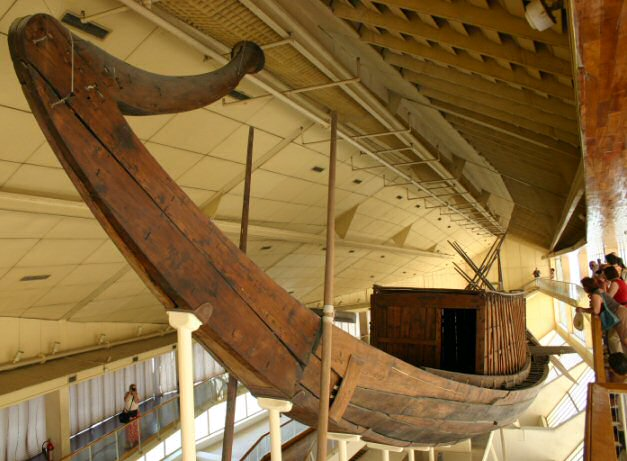
Сонячний човен Хеопса (~2500 рік до нашої ери)

Абідоські човни є попередниками великих сонячних човнів пізніших династій, на яких фараон приєднувався до бога сонця Ра і разом мандрували священним Нілом протягом дня. Вони мали багато важливих атрибутів і ознак, які повязують їх з сонячними кораблями пізніших династій. Можливо, їх можна вважати сонячними човнами ранішої конструкції. Корабель Хеопса, побудований близько 2500 р. до н. е., зазвичай ідентифікується як найперший сонячний корабель. Його поховали в розібраному стані в корабельному похованні біля підніжжя Великої піраміди в Гізі.
Абідоські човнові могили були поруч із масивним похоронним корпусом для пізньої 2-ї династії (приблизно 2675 р. до н. е.) фараона Хасекхемві в Абідосі, який знаходиться у восьми милях від Нілу. Умм-ель-Кааб — це царський некрополь в Абідосі, де були поховані ранні фараони. Однак корабельні поховання в Абідосу були побудовані раніше, ніж у кінці 2-ї династії, можливо, для загробних подорожей Хор-Аха, першого фараона (прибл. 2920—2770) 1-ї династії Єгипту, або фараона Джера цієї ж династії. Два нещодавно знайдених поховання були приписані фараону Хор-Аху, який, можливо, був сином відомого короля Нармера, якому часто приписують перше об'єднання Верхнього та Нижнього Єгипту.

## Інші кораблі Першої династії

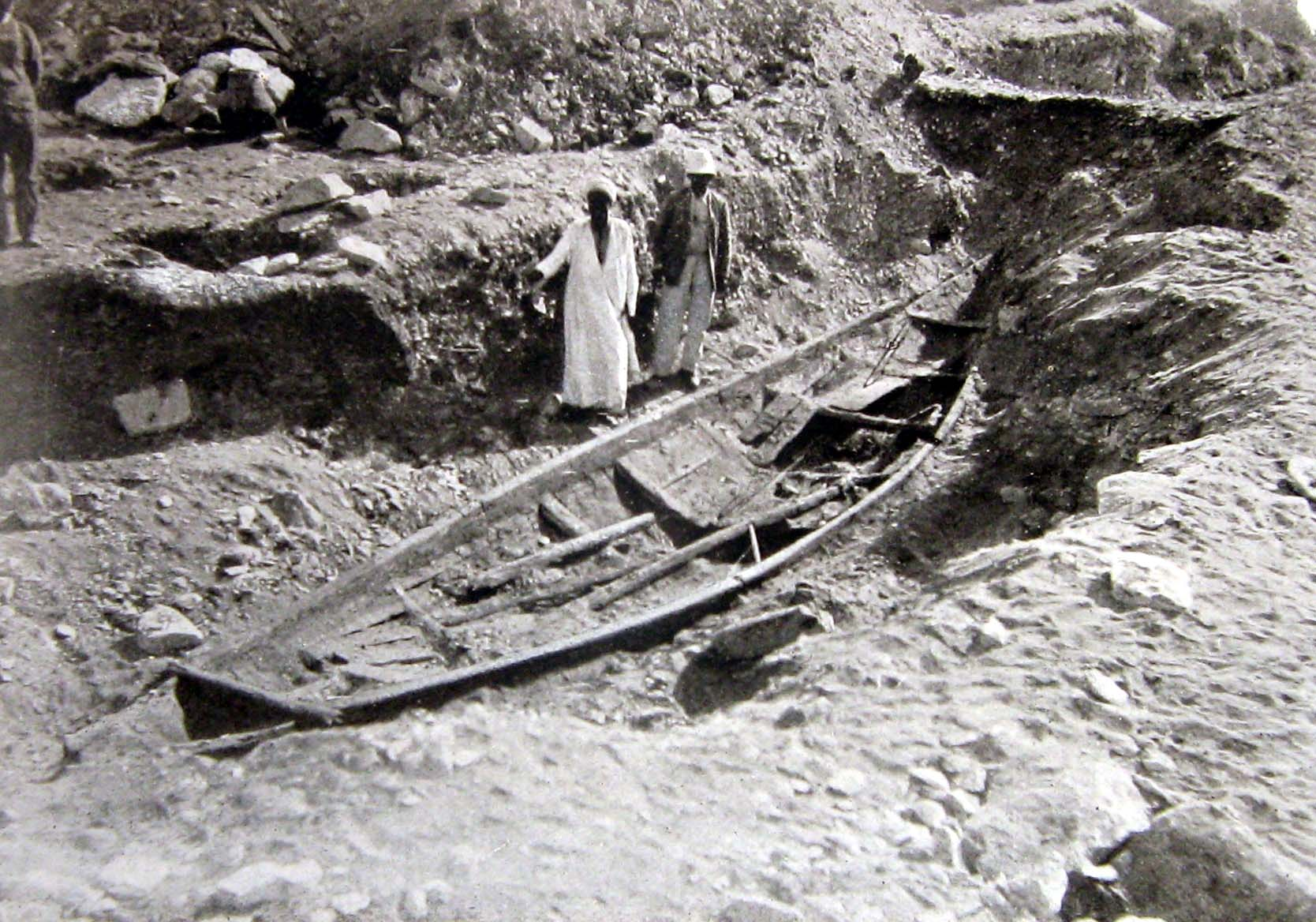
Дахшурський човен фараона 12-ї династії Сенусерта III (1878—1839 до н. е.) в некрополі в Дахшурі

Абідоські човни — не єдина знахідка кораблів часів Першої династії. Дев'ятнадцять поховань човнів було знайдено в Хелуані, неподалік від стародавніх руїн Мемфіса, але дослідження лише чотирьох з цих знахідок були проведені та опубліковані. В Хелуані (передмістя Каїра на східній стороні Нілу), у 20 км на південь від Каїра знаходиться величезна поховальна територія, що примикає до Саккари, в якій каталогізовано щонайменше 10 000 гробниць. Розмір Хелуана вказує на дуже велике населення у ранньодинастичному Мемфісі. Майже усі гробниці датуються від Нульової до Третьої династії. Є 19 елітних гробниць, де було виявлено поховання похоронних човнів часів Першої династії, які нагадують поховання в Абідосі, але опублікованої інформації мало.
Волтер Брайан Емері знайшов шість поховань човнів у Саккарі і результати дослідів чотирьох з них були опубліковані. Нарешті, з пагорба Абу Роаш відомі дві повнорозмірні моделі човнів, виготовлені з глини.